# Zlatom, zlatila
Zlatom, zlatila är Marta Savićs trettonde album, utgivet år 2011.

## Låtlista
1. Feredža (Slöja)
2. Štikla (Häl)
3. Idiot (Idiot)
4. Mama (Mamma) (Duett med Azis och Mirko Gavrić)
5. Na istoj sam adresi (Jag har samma adress)
6. Hiljadu jedan (Tusen ett)
7. Ne veruj ni jednoj ženi (Tror inte en enda kvinna) (Duett med Davor Marković)
8. Ja nisam takva (Jag är inte så)
9. Zlatom, zlatila (Guld, guldig)
10. Tresi mesi (Skaka baka)